# Кузькино (Самарская область)
Кузькино — село Шигонского района Самарской области, сельского поселения Бичевная

## География
Через село Кузькино проходит автомобильная дорога, соединяющая районный центр Шигоны с побережьем Куйбышевского водохранилища и селами Новодевичье, Подвалье, Сенькино, Маза, Ольгино, Климовка. (См. подробную карту) (недоступная ссылка — история).

### Улицы села
Больничная ул., Молодёжная ул., Гагарина ул., Советская ул., Лермонтова ул., Центральная ул., Лесная ул.

## История
Исторические сведения о церкви села Кузькино:

230. с. Кузькино
(Космодемьянсное) при рч. Зайцевом ключе.
Храм деревянный, теплый, построен прихожанами в 1794 г., а в 1865 г. перестроен; в 1887 г. обнесен деревянной оградой. Престол в нём во имя свв. безсеребренников и чудотворцев Космы и Дамиана. в приходе есть часовня, куда совершается крестный ход 1 июля. Церковной земли: 1 дес. усадебной, 3 дес. сенокосной и 40 дес. пахотной. Капитал церкви 525 руб. Причт состоит из священника и псаломщика; дома для них общественные на общественной земле. Жалованья от казны: священнику 300 руб. и псаломщику 100 руб. Капитал Причт 525 руб. Прихожан в с. Кузькине (н. р.) в 286 двор. 681 м и 792 ж.; сверх того раскольников в 1 двор. 5 м и 6 ж. Церк.-приход. попечительство существует с 1876 г. Начальная школа (земская) имеется. Ближайшия села: Камышенка в 7 вер. и Маза в 9 вер. Расстояние от Симбирска 103 вер., от Сенгилея 57 вер., от Новодевиченского волост. правл. 12 вер. Почтов. адрес — с. Новодевичье (12 в.). 

## Население
| 2010 |
| ---- |
| 417  |

## Учреждения и организации
- Общеобразовательное учреждение Кузькинская основная общеобразовательная школа, ул Советская, 59

## Галерея
- Кузькино со стороны дороги на Новодевичье
- Сельская околица
- Улица
- Дом с берёзами